# 소피아 에사이디
소피아 에사이디(Sofia Essaïdi, 1984년 8월 6일 ~ )는 프랑스, 모로코의 가수, 댄서, 배우이다.

## 음반 목록
- Mon cabaret (2005)
- Cléopâtre, la dernière reine d'Égypte (2008)